# Bila Ricika, Verhovîna
Bila Ricika (în ucraineană Біла Річка) este un sat în comuna Hrîneava din raionul Verhovîna, regiunea Ivano-Frankivsk, Ucraina.

## Demografie
Componența lingvistică a localității Bila Ricika
     Ucraineană (100%)
Conform recensământului din 2001, toată populația localității Bila Ricika era vorbitoare de ucraineană (100%).